# Mondoñedo

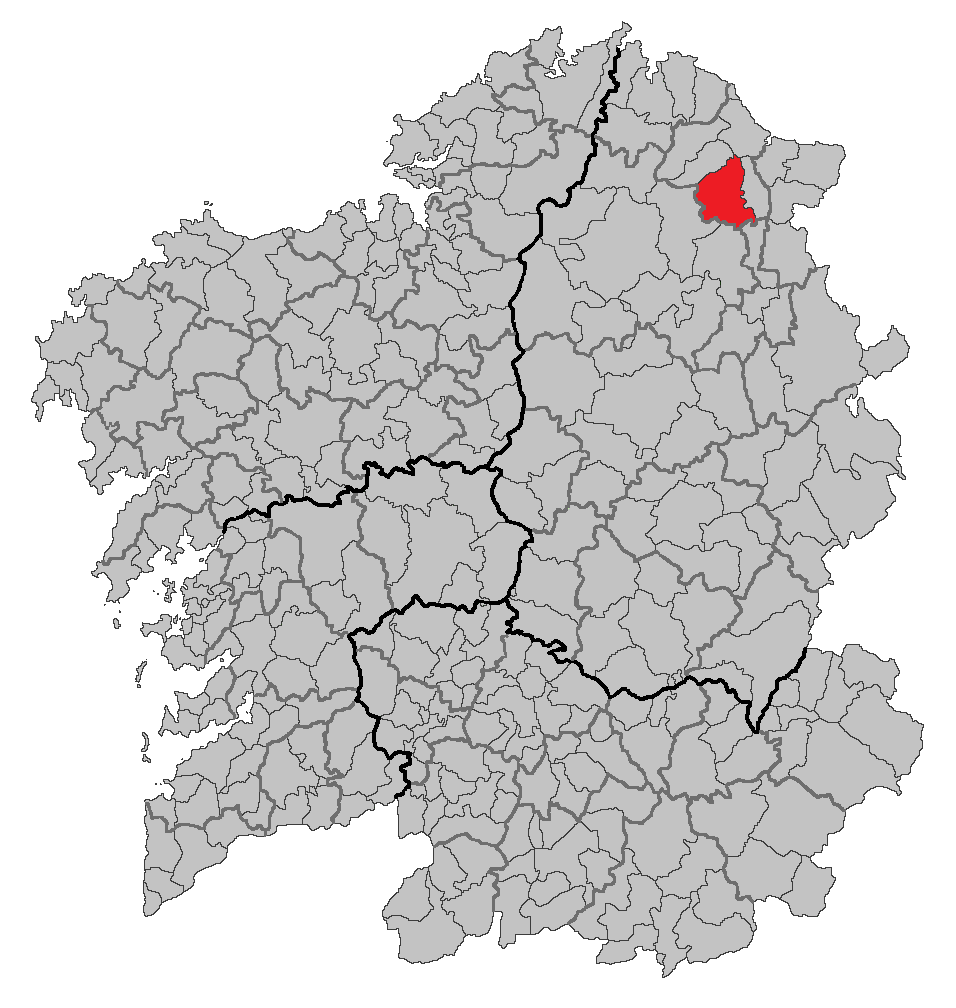
Localisation de Mondoñedo en Galice.

Mondoñedo est une commune située dans la comarque de A Mariña Central, au nord est de la province de Lugo, en Galice (Espagne). La population recensée en 2007 est de 4 701 habitants.

## Personnalités
Plusieurs personnalités galiciennes sont nées ou mortes à Mondoñedo :
- l'écrivain Alvaro Cunqueiro ;
- le musicien Pascual Veiga, auteur de la musique de l'hymne galicien ;
- le poète Manuel Leiras Pulpeiro ;
- le sculpteur et céramiste Daniel Río Rubal (1955-) ;
- le noble Pardo de Cela décapité devant la cathédrale de Mondoñedo le 17 décembre 1483.

## Patrimoine culturel
- Basilique Saint-Martin de Mondoñedo, ancienne cathédrale, du XIIe siècle, « Bien d'intérêt culturel ».
- Cathédrale de l'Assomption, du XIIIe siècle.
- La grotte du Roi Cintolo

## Galerie d'images

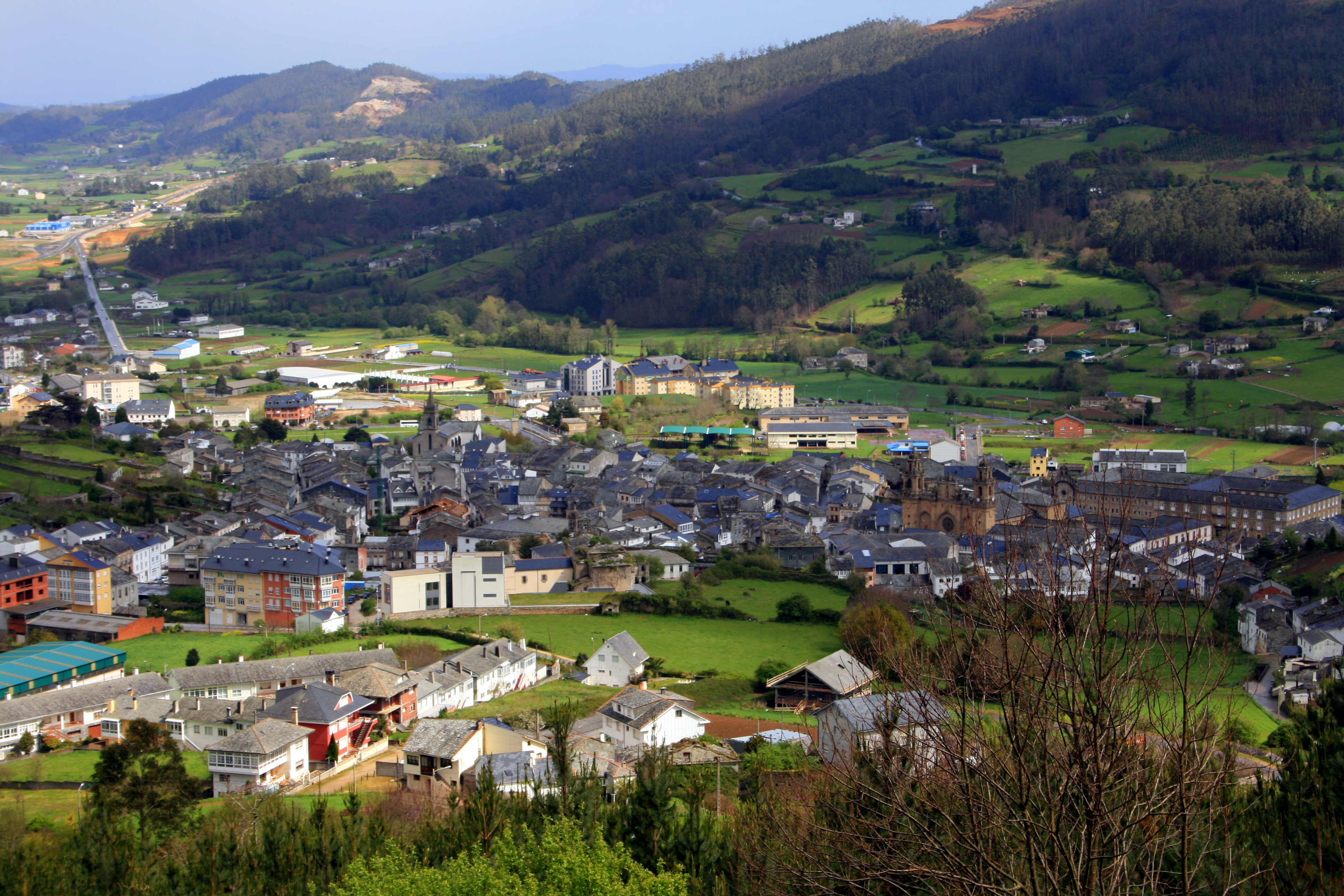
Panorama de la ville.
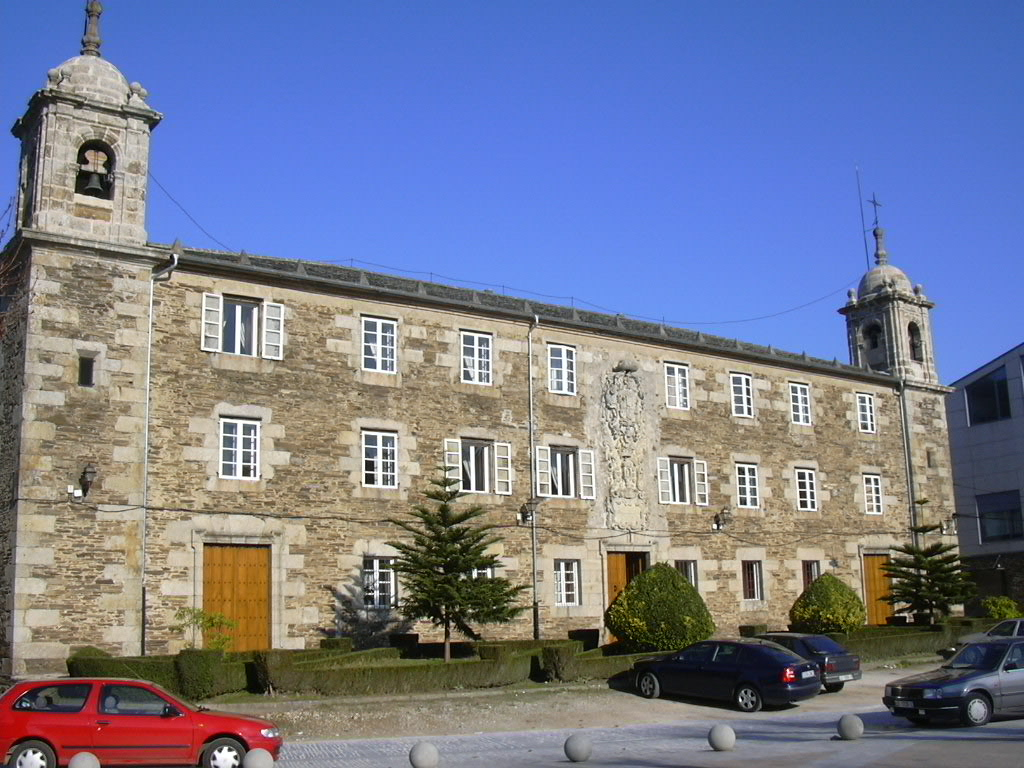
L'hôpital.
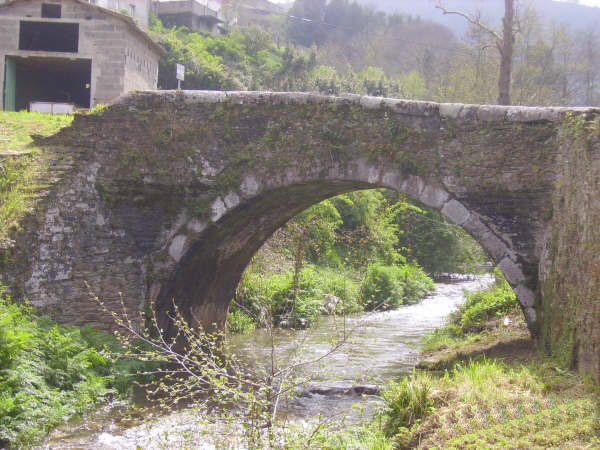
Pont Pasatempo.
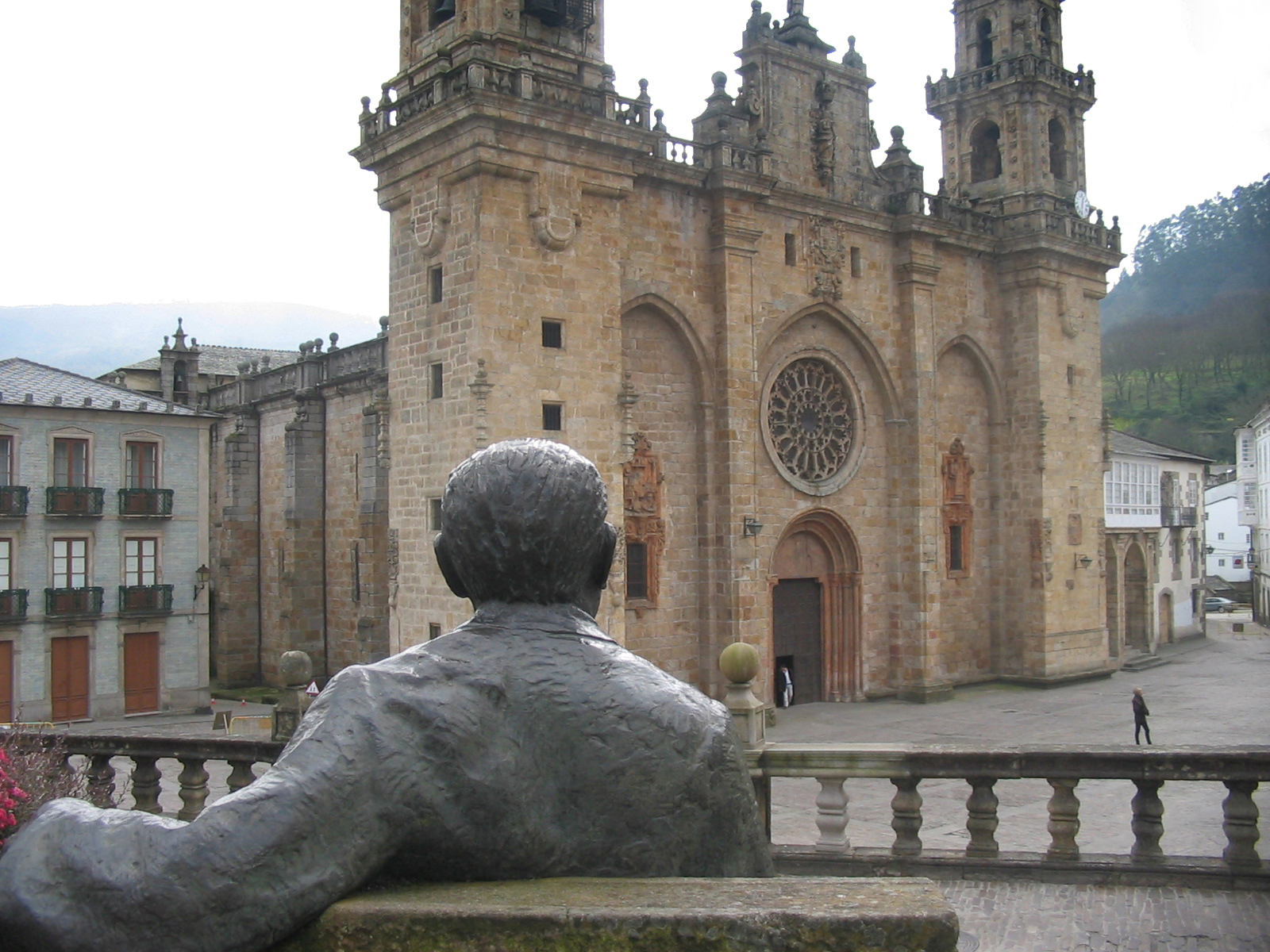
Statue d'Álvaro Cunqueiro face à la cathédrale de Mondoñedo.

## Jumelages
Tréguier (France)